# Parastagmatoptera immaculata
Parastagmatoptera immaculata är en bönsyrseart som beskrevs av Lucien Chopard 1911. Parastagmatoptera immaculata ingår i släktet Parastagmatoptera och familjen Mantidae. Inga underarter finns listade i Catalogue of Life.